# ライイング・バック・アーチ
ライイング・バック・アーチ(lying back arch)はウエイトトレーニングの基本的種目の一つ。器具なしで脊柱起立筋を強化するエクササイズである。
大臀筋やハムストリングスにも負荷がかかる。
腰痛の原因のひとつが下背部のアーチが少ない場合である。このエクササイズでそれをある程度矯正することができる。猫背を矯正する効果もある。
下背部のアーチが大きい人は、可動域全体を使わないほうがよい。腹筋を強化してから行ったほうがよい。
下背部から臀部、ハムストリングスの筋肉を収縮させる意識をしっかりともって行う。両腕と体幹、脚はなるべく高く上げる。

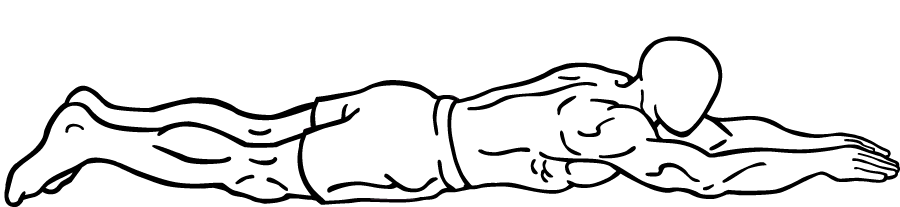
ライイング・バック・アーチ(スタート)

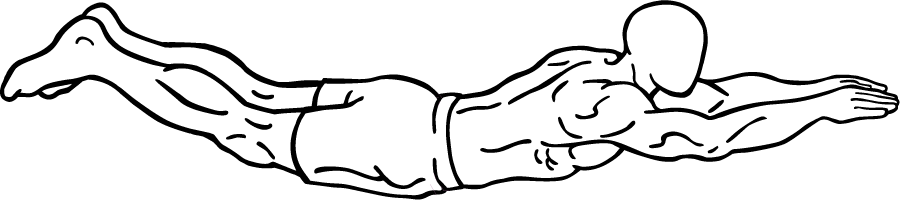
ライイング・バック・アーチ(フィニッシュ)

## 具体的動作

### ライイング・バック・アーチ
1. 床かマットにうつ伏せになり、両手・両脚を伸ばして一直線になる。
2. 息を吸いながら腕・頭・体幹・脚を同時に上げて腰を反らせる。
3. 筋肉が収縮するのを感じながら4秒ほどその姿勢を保持する。
4. 息を吐きながらゆっくりと元の姿勢に戻る。
5. 2~4を繰り返す。